# كين أوين
كين أوين (بالإنجليزية: Ken Owen)‏ هو صحفي جنوب أفريقي، ولد في 21 فبراير 1935، وتوفي في 19 مارس 2015.